# Người Nhện 3
Người Nhện 3 (tựa gốc tiếng Anh: Spider-Man 3) là một bộ phim siêu anh hùng của Mỹ năm 2007 dựa trên nhân vật Người Nhện của Marvel Comics. Nó được đạo diễn bởi Sam Raimi từ một kịch bản của Raimi, anh trai của anh ấy là Ivan và Alvin Sargent. Đây là phần cuối cùng trong bộ ba Spider-Man của Raimi, và là phần tiếp theo của Người Nhện (2002) và Người Nhện 2 (2004). Phim có sự tham gia của Tobey Maguire trong vai Peter Parker / Người Nhện, cùng với Kirsten Dunst, James Franco, Thomas Haden Church, Topher Grace, Bryce Dallas Howard, James Cromwell, Rosemary Harris và J. K. Simmons. Bộ phim cũng đánh dấu lần xuất hiện cuối cùng của Cliff Robertson trước khi ông nghỉ hưu và qua đời vào năm 2011. Lấy bối cảnh vài tháng sau các sự kiện của Người Nhện 2, bộ phim theo chân Peter Parker khi anh chuẩn bị cho tương lai của mình với Mary Jane Watson, trong khi đối mặt ba nhân vật phản diện mới: kẻ giết người thực sự của chú Ben, Flint Marko, người trở thành Sandman sau một tai nạn kinh hoàng; Harry Osborn, người bạn cũ của anh, người hiện đã biết về danh tính của Peter và tìm cách trả thù cho cha mình; và Eddie Brock, một nhiếp ảnh gia đối thủ, người sau đó trở thành Venom. Peter cũng phải đối mặt với thách thức lớn nhất của mình khi liên kết với một symbiote ngoài trái đất, giúp tăng cường sức mạnh của anh nhưng lại làm tăng sự tức giận và những mặt tiêu cực khác của anh.
Quá trình phát triển Người Nhện 3 bắt đầu ngay sau khi Người Nhện 2 thành công tại phòng vé. Trong quá trình tiền sản xuất, Raimi ban đầu muốn có hai nhân vật phản diện, Harry Osborn và Sandman. Theo yêu cầu của nhà sản xuất Avi Arad, ông đã thêm Venom vào danh sách và các nhà sản xuất cũng yêu cầu bổ sung Gwen Stacy. Quá trình chụp ảnh chính cho bộ phim bắt đầu vào tháng 1 năm 2006, và diễn ra ở Los Angeles và Cleveland trước khi chuyển đến Thành phố New York từ tháng 5 đến tháng 7 năm 2006. Các cảnh quay bổ sung được thực hiện sau tháng 8 và bộ phim được kết thúc vào tháng 10 năm 2006. Trong quá trình hậu kỳ- sản xuất, Sony Pictures Imageworks đã tạo ra hơn 900 bức ảnh hiệu ứng hình ảnh. Với kinh phí sản xuất ước tính khoảng 258–350 triệu đô la, đây là bộ phim tốn kém nhất từng được thực hiện tại thời điểm phát hành.
Người Nhện 3 được công chiếu lần đầu vào ngày 16 tháng 4 năm 2007, tại Tokyo, và được phát hành tại Hoa Kỳ ở cả rạp chiếu thông thường và IMAX vào ngày 4 tháng 5 năm 2007. Bộ phim thu về 894,9 triệu đô la trên toàn thế giới, trở thành bộ phim có doanh thu cao nhất trong bộ ba, phim có doanh thu cao thứ ba năm 2007 và là phim Người Nhện có doanh thu cao nhất cho đến khi bị Người Nhện xa nhà vượt mặt vào năm 2019. Khác với các phần trước, Người Nhện 3 nhận được nhiều đánh giá trái chiều từ các nhà phê bình, những người khen ngợi các phân đoạn hành động và hiệu ứng hình ảnh, nhưng lại phân cực về cốt truyện và nhịp độ, đồng thời chỉ trích thời lượng của phim và số lượng nhân vật phản diện, đáng chú ý nhất là Venom. Câu chuyện quá đông được nhận thức sau đó được cho là do sự can thiệp của xưởng phim và sự khác biệt sáng tạo giữa Sony, Raimi và Arad. Phiên bản sửa đổi của bộ phim có tên Spider-Man 3: Editor's Cut đã được phát hành trên hệ thống giải trí gia đình và tải xuống kỹ thuật số vào ngày 13 tháng 6 năm 2017.
Phần thứ tư, có tựa đề Người Nhện 4, được phát hành vào ngày 6 tháng 5 năm 2011, tiếp theo là phần phim ngoại truyện của Venom, nhưng cả hai đều bị hủy bỏ. Loạt phim Người Nhện đã được khởi động lại hai lần; đầu tiên với Người Nhện siêu đẳng (2012) của Marc Webb và diễn viên chính Andrew Garfield; và sau đó là một loạt phim mới lấy bối cảnh trong Vũ trụ Điện ảnh Marvel (MCU) do Jon Watts đạo diễn và Tom Holland thủ vai chính, bắt đầu với Người Nhện: Trở về nhà (2017). Phần ngoại truyện Venom đã được Sony hồi sinh vào năm 2016 và phát hành vào năm 2018 với tên gọi Venom. Người Nhện: Không còn nhà (2021) khám phá khái niệm về đa vũ trụ để kết nối các bộ phim và nhân vật trước đó với MCU.

## Nội dung
Vài tháng sau thảm họa của Otto Octavius,, Mary Jane Watson, chấp nhận mạo hiểm, tình nguyện yêu người hùng của thành phố. Cô đã ra mắt vở nhạc kịch Broadway. Về phần Peter Parker cậu đã cầu hôn Mary Jane. Tại Công viên Trung tâm, một thiên thạch đáp xuống gần họ, giải phóng sinh vật symbiote bám theo xe máy Peter đến căn hộ nơi anh ở.
Ở cuối phần 2, Harry Osborn biết Peter là Người Nhện, lại vừa khám phá ra thí nghiệm dang dở cùng mọi bí mật về Green Goblin. Sau một thời gian nghiên cứu lại, Harry cải tiến công nghệ Green Goblin hoàn thiện hơn trước, sử dụng khí tăng cường hiệu suất và khiến cậu trở nên mạnh mẽ hơn cả Peter. Harry trả thù cho cái chết của cha mình, truy sát Peter, nhưng Peter đã thắng nhờ kinh nghiệm thực chiến trong phố, Harry bị tai nạn ngất đi và mất một phần trí nhớ.

Trong khi đó, cảnh sát truy đuổi tên tội phạm Flint Marko đang trốn thoát, người đến thăm vợ và con gái bị ốm trước khi bỏ trốn. Rơi vào một máy gia tốc hạt thí nghiệm kết hợp cơ thể anh với cát xung quanh, anh có được khả năng điều khiển và khiến cơ thể mình hòa cùng với cát, trở thành Sandman. Mặc dù không xu dính túi, nhưng Sandman vẫn cố kiếm tiền giúp con gái mình, bằng cách cướp nhà băng.
Peter đứng đầu lớp trong môn học của thầy Curt Connors, anh nhận vai trò làm mentor cho cô bạn tóc bạch kim tên là Gwen Stacy, có học lực chưa tốt. Gwen thần tượng Peter vì cậu vừa tài giỏi, vừa hiền lành thật thà, rất xứng với tính tình khá hồn nhiên của Gwen. Mặc dù Gwen lại đang hẹn hò với một tay nhiếp ảnh là Eddie Brock, nhưng cô lại thân thiết một cách hồn nhiên với Peter gây cho cậu một vài rắc rối.
Trong lễ hội tôn vinh Người Nhện vì đã cứu mạng Gwen Stacy, người nhện đã hôn cô để làm hài lòng đám đông, khiến Mary Jane tức giận. Tên sandman sau đó cướp một chiếc xe tải bọc thép, hắn đánh bại Người Nhện và trốn thoát. Đội trưởng NYPD George Stacy, cha của Gwen, thông báo cho Peter và dì May của anh ta rằng Flint Marko là kẻ giết người thực sự của chú Ben; Dennis Carradine đã chết chỉ đồng phạm của Flint. Điều này khiến Peter trở nên thù hận. Tại căn hộ của mình, khi Peter ngủ trong bộ đồ Người Nhện của mình trong khi chờ Flint đi ra khỏi nơi ẩn náu, symbiote đã thoát ra và bao phủ cơ thể. Peter thức dậy trên đỉnh của một tòa nhà, phát hiện ra rằng symbiote đã đổi màu bộ đồ của anh thành màu đen và tăng cường sức mạnh; tuy nhiên, nó cũng làm nổi bật những mảng tối trong tính cách của anh.
Trong bộ áo Người Nhện, Peter xác định vị trí và tấn công Flint trong một đường hầm tàu điện ngầm, với việc nhân danh công lý. Mặc dù bị áp đảo vì Flint chính là sandman, song Peter với kinh nghiệm chiến đấu và hiểu biết về vật lý, cậu nhanh chóng phát hiện ra rằng nước là điểm yếu của Sandman. Peter cạy một đường ống xả nước khiến Marko biến thành bùn và cuốn trôi hắn ta đi. Tính cách thay đổi của Peter khiến Mary Jane xa lánh cậu.
Mary Jane nhận được những đánh giá tiêu cực từ các nhà phê bình, cô bị thị trường nhạc kịch khắc nghiệt ở Broadway đào thải. Cô bốc đồng đi tìm Harry để chia sẻ nỗi buồn, nhưng vì từng là bạn gái cũ, cô hôn Harry nhưng nhanh chóng bỏ đi trong tiếc nuối. Harry bị thúc giục bởi ảo giác của cha mình, cậu hồi phục trí nhớ và buộc Mary Jane phải chia tay với Peter. Harry sau đó gặp Peter và bịa rằng Mary Jane đang yêu anh. Dưới ảnh hưởng của symbiote, Peter mặt đối mặt với Harry và tuyên bố một cách cay đắng rằng cha anh không bao giờ yêu anh. Harry trả đũa bằng cách giả vờ giành bạn gái Mary Jane. Cả hai lao vào đánh nhau túi bụi, dù Harry khỏe mạnh hơn nhưng Peter lại nhanh hơn. Nhờ kinh nghiệm chiến đấu với Green Goblin trước kia, Peter đã tìm ra cách khắc chế và đánh gục Harry. Harry ném một quả bom bí ngô mini vào Peter, nhưng Peter chộp được và ném trả, làm biến dạng khuôn mặt của Harry.

Tại Daily Bugle, Peter vạch trần nhiếp ảnh gia đối thủ Eddie Brock, người có những bức ảnh giả mạo buộc tội Người Nhện. Nhà xuất bản J. Jonah Jameson sa thải Brock và thăng chức Peter lên nhiếp ảnh gia chính thức của tòa soạn. Sau đó, Peter đưa Gwen đến một câu lạc bộ nhạc jazz nơi Mary Jane hiện đang làm việc. Để làm cho cô ghen tức, Peter đã làm gián đoạn buổi biểu diễn của Mary Jane và khiêu vũ với Gwen trước mặt cô. Gwen nhận ra điều này, cô xin lỗi cả hai và bỏ đi. Sau khi tấn công những tay bảo kê và vô tình đánh trúng Mary Jane, Peter nhận ra rằng symbiote đang làm hỏng chính anh. Peter tới tháp chuông của một nhà thờ để tĩnh tâm và nhận ra âm thanh tần số cao của kim loại va chạm làm suy yếu sinh vật, Peter tháo symbiote. 
Nhiếp ảnh gia Eddie sau khi bị sa thải khỏi tòa soạn, gã ngày càng căm ghét Peter. Lầm tưởng Peter cướp bạn gái hắn (Gwen), thật ra Peter vẫn đang yêu Mary Jane. Eddie đã có mặt ở nhà thờ đúng lúc Peter đang ở đó, gã trở thành vật chủ mới của symbiote, biến thành Venom. Eddie tìm thấy Flint vẫn còn sống và thuyết phục hắn hợp lực để hại Người Nhện
Venom bắt cóc Mary Jane và giam giữ cô tại một công trường xây dựng, định giết cô để trả thù cho việc Peter đã hủy hoại cuộc sống anh ta, còn Flint hóa thành sandman ngăn cản cảnh sát. Khi vừa dẹp được Harry, thì tai họa ập đến cùng với việc chàng khờ Peter phải đơn độc đối mặt 2 kẻ thù rất mạnh. Cậu đến nhà Harry tạ lỗi và mong Harry giúp đỡ mình để cứu Mary Jane. Nhưng Harry thẳng thừng từ chối.
Quản gia của Harry tiết lộ rằng cái chết của Norman không phải lỗi do Người Nhện. Ông giải thích rằng vốn dĩ ngay từ ban đầu Harry không nên cố chấp ép Người Nhện chịu trách nhiệm, và không cần cố bảo vệ danh dự cha mình. Ông còn bày tỏ, ông làm quản gia từ khi gia chủ Norman Osborn còn sống, Harry còn nhỏ, ông yêu thương cả 2 người, còn Harry cũng đã từng có bạn bè thân thiết yêu mến anh.
Peter sử dụng lại bộ áo cũ trước đây với thân phận người nhện thân thiện, nhưng thể lực của anh nhanh chóng bị Venom và Sandman đánh gục. Harry đến chi viện cho Peter kịp thời, và dư luận một lần nữa nhìn thấy Green Goblin tái xuất, phối hợp với Người nhện giải cứu Mary Jane kịp thời. Venom cố gắng đâm Peter bằng tàu lượn của Harry, nhưng Harry nhảy vào cứu mạng Peter. Nhớ lại điểm yếu của symbiote, Peter lắp ráp một vòng gồm ống kim loại để tạo ra một cuộc tấn công âm thanh, làm suy yếu nó và cho phép Peter tách Eddie khỏi symbiote. Peter kích hoạt một quả bom bí ngô và ném nó vào symbiote vô chủ. Eddie vốn nghiện ảnh hưởng của nó, cố gắng bấu víu symbiote, và cả hai đều bị nổ tan xác.
Sandman thu mình lại thành nguyên hình Flint Marko, giải thích rằng cái chết của Ben là một tai nạn ám ảnh, mọi thứ Flint làm là để giúp con gái mình; Peter tha thứ cho Marko, cho phép hắn trốn thoát. Harry hy sinh trong vòng tay Peter và Mary Jane. Một thời gian sau, Peter đến thăm Mary Jane tại câu lạc bộ nhạc jazz. Họ ôm nhau và cùng nhau khiêu vũ.

## Diễn viên
- Tobey Maguire trong vai Peter Parker / Người Nhện: Một siêu anh hùng, một sinh viên vật lý xuất sắc tại Đại học Columbia, và là nhiếp ảnh gia cho tờ Daily Bugle. Khi anh ta trở nên kiêu ngạo với việc thành phố bắt đầu đón nhận anh ta lần đầu tiên trong sự nghiệp, một symbiote ngoài hành tinh bám vào trang phục của Peter và ảnh hưởng đến hành vi của anh. Maguire cho biết anh rất thích có cơ hội đóng vai Peter ít rụt rè hơn trong bộ phim này.
- Kirsten Dunst trong vai Mary Jane Watson: Bạn gái của Peter Parker và là một nữ diễn viên Broadway, người mà anh đã yêu từ khi còn nhỏ. Mary Jane có một chuỗi xui xẻo trong phim, gợi nhớ đến sự bất hạnh của Peter trong Spider-Man 2, chật vật trong sự nghiệp vì bị đánh giá tiêu cực và mất đi người bạn khi symbiote tiếp quản anh ta.
- James Franco trong vai Harry Osborn / New Goblin: Con trai của Norman Osborn, và là bạn thân nhất của Peter Parker, người tin rằng Spider-Man đã sát hại cha mình. Sau khi biết Peter là Spider-Man và Norman là Green Goblin, Harry trở thành New Goblin để chiến đấu trực tiếp với người bạn cũ của mình.
- Thomas Haden Church trong vai Flint Marko / Người Cát: Một tên côn đồ nhỏ tuổi có vợ và con gái bị bệnh, hắn đã ăn trộm tiền để giúp cô có tiền chữa trị. Anh ta biến thành Người Cát sau một tai nạn kinh hoàng và hứng chịu cơn thịnh nộ của Peter khi Peter biết anh ta là kẻ giết người thực sự của chú Ben của anh ta. Church đã được tiếp cận cho Sandman vì màn trình diễn giành giải thưởng của anh ấy trong bộ phim Sideways, và được nhận vai mặc dù lúc đó thiếu kịch bản. Sandman của bộ phim sở hữu sự đồng cảm tương tự như Lon Chaney Jr thể hiện qua các vai diễn của anh ấy về những sinh vật bị hiểu lầm, cũng như quái vật của Frankenstein, Golem, và các vai diễn của Andy Serkis về Gollum và King Kong. Church đã tập luyện trong 16 tháng để cải thiện vóc dáng cho vai diễn  tăng 28 pound cơ bắp và giảm 10 pound chất béo. Church đảm nhận vai diễn này một lần nữa trong bộ phim Spider-Man: No Way Home (2021) của Vũ trụ Điện ảnh Marvel.
- Topher Grace trong vai Edward "Eddie" Brock Jr. / Venom: Đối thủ của Peter tại Daily Bugle. Anh ta bị Peter vạch mặt vì đã tạo ra một hình ảnh buộc tội giả mạo về Người Nhện, và chớp lấy cơ hội để trả thù chính xác khi anh ta liên kết với một symbiote ngoài trái đất. Grace đã gây ấn tượng với các nhà sản xuất với màn trình diễn của mình trong bộ phim In Good Company. Là một người hâm mộ truyện tranh lớn, người đã đọc những câu chuyện Venom đầu tiên khi còn là một cậu bé, Grace đã dành sáu tháng tập luyện để chuẩn bị cho vai diễn, cô đã tăng được 24 pound cơ bắp. Anh ấy tiếp cận nhân vật như một người bị ảnh hưởng, tương tự như một người nghiện rượu hoặc ma túy, và giải thích rằng anh ta có một tuổi thơ tồi tệ, đó là điểm khác biệt chính giữa anh ta và Peter. Grace thấy trang phục của mình khó chịu vì nó phải liên tục bôi bẩn để có cảm giác giống chất lỏng. Bộ trang phục mất một giờ để mặc, trong khi các bộ phận giả mất bốn giờ để dán. Grace cũng đeo những chiếc răng nanh khiến nướu bị thâm tím.
- Bryce Dallas Howard trong vai Gwen Stacy: đối tác phòng thí nghiệm của Peter. Anh ta yêu cầu cô ấy ra ngoài để làm cho Mary Jane xấu hổ khi bị ám bởi symbiote. Howard cho biết thử thách khi nhập vai khiến nhiều người hâm mộ nhớ đến nhân vật tốt bụng, người tình đầu tiên của Peter trong truyện tranh, nhưng lại là "người phụ nữ khác" trong phim. Howard cố gắng tạo ra cảm giác rằng Gwen có khả năng trở thành bạn gái trong tương lai đối với anh ta, và rằng, "Tôi không hành động như một loại bánh ăn trộm đàn ông nào đó."  Howard thực hiện nhiều pha nguy hiểm của cô mà không hề biết rằng cô đang mang thai vài tháng.
- James Cromwell trong vai Đại úy George Stacy: Cha của Gwen và là Đội trưởng Sở Cảnh sát Thành phố New York.
- Rosemary Harris vai May Parker: Dì của Peter Parker và là góa phụ của Ben Parker, chú của Peter. Cô ấy trao cho Peter chiếc nhẫn đính hôn của mình để anh ấy có thể cầu hôn Mary Jane, và cho anh ấy bài học về sự tha thứ.
- J. K. Simmons trong vai J. Jonah Jameson: Người đứng đầu khó tính của tờ Daily Bugle. Ông ta có một sự ghét bỏ đặc biệt đối với Người Nhện, người mà ông ta coi là tội phạm.

Một số diễn viên thể hiện lại vai diễn của họ từ những bộ phim trước. Dylan Baker đóng vai Tiến sĩ Curt Connors, một giáo sư vật lý đại học mà Peter Parker theo học, trong khi Willem Dafoe đóng vai Norman Osborn / Green Goblin, người cha quá cố của Harry, người trở lại như một ảo giác để khuyến khích con trai mình tiêu diệt Người Nhện, và Cliff Robertson xuất hiện trong vai Ben Parker, người bác đã khuất của Peter trong lần diễn xuất cuối cùng trước khi ông nghỉ hưu và qua đời vào năm 2011. Bill Nunn, Ted Raimi, Michael Papajohn, John Paxton và Elizabeth Banks trở lại với vai Joseph "Robbie" Robertson, một nhân viên lâu năm của Daily Bugle, Ted Hoffman, cũng là một nhân viên lâu năm của Daily Bugle , Dennis Carradine, kẻ cướp xe được cho là đã sát hại chú Ben, Bernard Houseman, quản gia của gia đình Osborn và Betty Brant, lễ tân tại các Bugle Daily cho J. Jonah Jameson, tương ứng. Elya Baskin cũng thể hiện vai trò của mình với vai ông Ditkovitch, chủ nhà của Peter trong khi Mageina Tovah đảm nhận vai trò của cô với tư cách là con gái của ông ta Ursula. Joe Manganiello đảm nhận vai Flash Thompson từ bộ phim đầu tiên với vai trò khách mời. Becky Ann Baker xuất hiện trong vai bà Stacy. Theresa Russell và Perla Haney-Jardine lần lượt xuất hiện trong vai Emma và Penny Marko, vợ và con gái của Flint Marko.
Người đồng sáng tạo Người Nhện Stan Lee có một vai khách mời trong Người Nhện 3, giống như ông đã làm trong các bộ phim Người Nhện trước đó, mà anh ta gọi là "khách mời xuất sắc nhất" của mình. Nam diễn viên Bruce Campbell, người đã đóng vai khách mời như một phát thanh viên võ đài đấu vật trong Spider-Man (2002) và là một người mở màn thô lỗ trong Spider-Man 2 (2004), trở lại trong Spider-Man 3 với một vai khách mời mới là một maître d ' người Pháp. Ban đầu, nhân vật của anh ấy, người giúp Peter cố gắng cầu hôn, có phần phản diện hơn nhiều. Nhà soạn nhạc Christopher Young xuất hiện trong phim với tư cách nghệ sĩ dương cầm tại nhà hát Mary Jane khi cô bị sa thải, trong khi nhà sản xuất Grant Curtis xuất hiện trong vai người lái chiếc xe bọc thép mà Sandman tấn công. Diễn viên hài Dean Edwards đóng vai một trong những độc giả của tờ báo đã làm xấu Người Nhện. Phát thanh viên 75 tuổi Hal Fishman xuất hiện với tư cách là người nói câu chuyện về vụ bắt cóc Mary Jane bởi Venom; ông qua đời chỉ 14 tuần sau khi bộ phim ra rạp. Nữ diễn viên Lucy Gordon xuất hiện trong vai phát thanh viên Jennifer Dugan.

## Sản xuất
Tạo hình nhân vật Sandman tương đối phức tạp. Để đảm bảo chất lượng hình ảnh, Colombia Picture phải phát triển một phần mềm riêng chuyên dụng cho kỹ xảo về cát, trước và trong quá trình quay phim.

## Tiếp thị
Tại thành phố New York, quê hương của vũ trụ hư cấu Người Nhện, các điểm du lịch đã sắp xếp các sự kiện và triển lãm vào ngày 30 tháng 4 năm 2007 để dẫn đến việc ra mắt Người Nhện 3. Chiến dịch độc đáo bao gồm triển lãm nhện tại Bảo tàng Lịch sử Tự nhiên Hoa Kỳ, hội thảo về cây nhện con tại Vườn Bách thảo New York, hội thảo làm mặt nạ Green Goblin tại Bảo tàng Trẻ em Manhattan, và một cuộc săn lùng người ăn xác thối và một buổi biểu diễn bọ xít tại Central Vườn bách thú .
Hasbro, công ty giữ giấy phép cho các nhân vật Marvel, đã phát hành một số đồ chơi gắn liền với bộ phim. Chúng bao gồm một trình duyệt web quay sang trọng, cùng với một số dòng nhân vật hành động hướng đến cả trẻ em và người sưu tập. Đồ chơi của Green Goblin và Doctor Octopus từ hai phần phim đầu tiên đã được phát hành lại để phù hợp với quy mô nhỏ hơn của các nhân vật mới, cũng như đồ chơi của Lizard, Scorpion, Kraven the Hunter và Rhino in a phong cách gợi nhớ đến các bộ phim. Nguồn Techno đã tạo ra đồ chơi tương tác, bao gồm "thiết bị Battle Tronics cầm tay có thể đeo vào bên trong cổ tay của người chơi và bắt chước chuyển động lướt web của Spidey". Tập đoàn đồ chơi Medicom Nhật Bản đã sản xuất các bộ sưu tập, Sideshow Collectibles được phân phối tại Hoa Kỳ  Một truyện tranh tiền truyện được phát hành vào tháng 6 năm 2007 và một truyện tranh khác có tên Spider-Man 3: The Black, mở rộng sự ra đời của Venom, được phát hành vào tháng 11 năm 2007.

## Đón nhận

### Di sản
Bản thân Raimi sau đó đã gọi bộ phim là "khủng khiếp" trong một cuộc phỏng vấn năm 2014. Năm 2018, Avi Arad nhận trách nhiệm thúc đẩy Raimi đưa Venom vào phim, và kết quả cuối cùng đã khiến nhiều người hâm mộ của nhân vật thất vọng như thế nào, nói rằng "Tôi nghĩ chúng tôi đã biết rằng Venom không phải là một chương trình phụ. Trong công bằng mà nói, tôi sẽ nhận tội vì những gì mà Sam Raimi đã từng nói trong tất cả các cuộc phỏng vấn này, cảm thấy tội lỗi vì tôi đã ép anh ấy vào cuộc." Vào năm 2021, Raimi thừa nhận rằng phản ứng tiêu cực trên internet đối với Người Nhện 3 vào thời điểm đó cảm thấy "khủng khiếp" và rất khó để anh ta đảm nhận, nhưng khi người đại diện của anh ta nói với anh ta rằng anh ta đang được Marvel Studios xem xét để chỉ đạo. Phù thủy tối thượng trong Đa vũ trụ hỗn loạn (2022), anh tự hỏi liệu mình có thể làm một bộ phim siêu anh hùng nào nữa không nhưng cuối cùng anh quyết định làm đạo diễn cho bộ phim.
Sau sự đón nhận hỗn hợp ban đầu, Người Nhện 3 đã trở nên phổ biến rộng rãi trên phương tiện truyền thông và mạng xã hội. Nhân cách bị tha hóa của Peter Parker bởi Venom đã được đặt biệt danh là "Bully Maguire" hoặc "Emo Peter Parker" và đã giúp tăng mức độ phổ biến của bộ phim trong thế hệ Millennials và thế hệ Z. Nhân vật đi khệnh khạng trên đường phố trong cảnh dựng phim khí hậu của bộ phim được sử dụng như một nội dung tùy chọn trong Destiny 2. Em Casalena của Screen Rant đánh giá lại đây là phim siêu anh hùng bị đánh giá thấp thứ tư từng được thực hiện.